# Veli Paržanj
Veli Paržanj (ili Veli Paržan) je nenaseljeni otočić u hrvatskom dijelu Jadranskog mora. Veli Paržanj, koji je na nekim zemljovidima označen i kao Veliki Paržanj, leži istočno od otoka Visa. Pored njega se nalazi otočić Mali Paržanj. 
Njegova površina iznosi 0,068276 km². Dužina obalne crte iznosi 1,171 km, a iz mora se izdiže 20 metara.